# Saint-Ciers-Champagne
Saint-Ciers-Champagne – miejscowość i gmina we Francji, w regionie Nowa Akwitania, w departamencie Charente-Maritime.
Według danych na rok 1990 gminę zamieszkiwało 375 osób, a gęstość zaludnienia wynosiła 21 osób/km² (wśród 1467 gmin regionu Poitou-Charentes Saint-Ciers-Champagne plasuje się na 648. miejscu pod względem liczby ludności, natomiast pod względem powierzchni na miejscu 470.).